# Connor Weil
Connor Weil (Portland, 28 dicembre 1993) è un attore statunitense, conosciuto principalmente per il suo ruolo di  Will Belmont in Scream.
Nell'aprile 2016, l'attore si è unito al cast della soap opera  Il tempo della nostra vita.

## Filmografia
| Anno | Titolo         | Ruolo                  | Note |
| ---- | -------------- | ---------------------- | ---- |
| 2015 | McFarland, USA | Corridore di Palo Alto | Film |

### Televisione
| Anno | Titolo                         | Ruolo                | Note                         |
| ---- | ------------------------------ | -------------------- | ---------------------------- |
| 2010 | Lies in Plain Sight            | Derek                | Film per la televisione      |
| 2011 | Hollywood Tale                 | Invitato della festa | Piccola parte                |
| 2011 | A.N.T Farm                     | Legan                | 1 episodio                   |
| 2011 | Victorious                     | Primo ufficiale      | 1 episodio                   |
| 2012 | The Jadagrace Show             | Bradley              | 11 episodi                   |
| 2012 | 1313: Frankenqueen             | Matt                 | Video                        |
| 2013 | Anatomy of Violence            | Invitato della festa | Film per la televisione      |
| 2013 | Crash & Bernstein              | Spencer              | 1 episodio                   |
| 2013 | Dirty Teacher                  | Trent                | Film per la televisione      |
| 2013 | Febbre d'amore                 | Bully                | 1 episodio (non accreditato) |
| 2013 | Sharknado                      | Luellyn              | Film per la televisione      |
| 2013 | The Tonight Show with Jay Leno | Studente             | 1 episodio (non accreditato) |
| 2014 | Death Clique                   | Clay                 | Film per la televisione      |
| 2014 | Kickin' It                     | J. P.                | 1 episodio                   |
| 2014 | Annie Undocumented             | Ethan                |                              |
| 2014 | Liv e Maddie                   | Il ragazzo di Liv    | 1 episodio                   |
| 2015 | Scream                         | Will Belmont         | 8 episodi                    |
| 2016 | Il tempo della nostra vita     | Mark McNair          | Ruolo ricorrente             |

- Bella e letale (Dirty Teacher), regia di Doug Campbell – film TV (2013)
- K.C. Agente Segreto – serie TV, 6 episodi (2017-2018)

## Doppiatori italiani
Nelle versioni in italiano delle opere in cui ha recitato, Connor Weil è stato doppiato da:
- Andrea Mete in Bella e letale
- Flavio Aquilone in Liv e Maddie
- Andrea Beltramo in K.C. Agente Segreto
- Gabriele Lopez in Scream